# Taman Baru (Banyuwangi)
Taman Baru is een bestuurslaag in het regentschap Banyuwangi van de provincie Oost-Java, Indonesië. Taman Baru telt 7221 inwoners (volkstelling 2010).